# Palazzo Donà della Madoneta
Palazzo Donà della Madoneta, anche noto come Palazzo Donà Dolcetti, è un'architettura di Venezia, ubicata nel sestiere di San Polo e affacciata sul Canal Grande tra Casa Sicher e Palazzo Donà a Sant'Aponal.

## Storia
Palazzo Donà ha origini nel XIII secolo, quando era proprietà della famiglia Signolo.
Fu successivamente di proprietà della famiglia Donà e della famiglia Dolcetti.
Nel XIX secolo prese il nome della Madoneta, quando sulla facciata fu posto un bassorilievo rappresentante Vergine col Putto.

## Descrizione
Il palazzo, di dimensioni abbastanza contenute, si caratterizza, oltre che per la piccola scultura inserita a livello del mezzanino, per il piano nobile, la cui lunghezza e occupata per intero da una ottafora, composta da archetti a tutto sesto su colonne antiche con inserti moderni.
L'ultimo piano mostra un'originale loggetta del XV secolo con colonnine binate; di epoca successiva sono le due aperture con parapetto.
Sulla superficie della facciata sono presenti patere e altri elementi decorativi di epoca veneto-bizantina.